# بنتون ویل (آرکانزاس)
بنتون ویلی (آرکانزاس) (به انگلیسی: Bentonville, Arkansas) یک شهرک در ایالات متحده آمریکا با جمعیت ۳۸٬۲۸۴ نفر است که در آرکانزاس واقع شده‌است.

## موقعیت جغرافیایی
موقعیت جغرافیایی شهرها و مناطق اطراف به شرح زیر است: